# Belvidere (Nebraska)
Belvidere è un comune degli Stati Uniti d'America, situato nello Stato del Nebraska, nella Contea di Thayer.